# Jean Delpech
Pour les articles homonymes, voir Delpech.
Jean Delpech, né à Hanoï (ex-Tonkin) le 1er mai 1916 et mort à Sens (Yonne) le 30 mai 1988, est un graveur, peintre, médailleur, dessinateur de timbre poste et illustrateur français.

## Biographie
Jean Delpech vit jusqu’en 1935 en Indochine, où son père est architecte. Il fait ses études de 1926 à 1934 au lycée Albert-Sarraut de Hanoï (ex-Tonkin), où il est un condisciple de Võ Nguyên Giáp et de Phạm Văn Đồng, dont il illustre les poèmes. Après le baccalauréat, il intègre l’école des beaux-arts de Hanoï, où il étudie la laque et suit les cours du peintre Joseph Inguimberty. Delpech restera durablement marqué par le pays de son enfance et de sa jeunesse, à tel point qu’il se déclarait « étranger » en France. Son regard de peintre doit beaucoup à ces années indochinoises.
Installé à Paris, il s’inscrit à l’École des beaux-arts. Il expose au Salon des artistes français dès 1938 et au Salon des indépendants à partir de 1946. Il obtient le premier grand prix de Rome en gravure en taille-douce en 1948 : il s’ensuit un séjour de quatre années fructueuses en Italie. Il enseigne par la suite le dessin, la peinture et la gravure, entre autres dans un atelier de la ville de Paris (cours du soir) et à l’École polytechnique.
Jean Delpech formera beaucoup de jeunes graveurs dont beaucoup sont, depuis, parvenus à la notoriété, comme Philippe Mohlitz, François Houtin, Éric Desmazières ou Fernand Teyssier. Il répond également à diverses commandes : création de timbres-poste, principalement pour la France de 1980 à sa mort, illustrations pour des livres et des magazines, décors de théâtre (pour Charles Dullin), médailles, fresques et vitraux.
Il poursuit en parallèle un œuvre personnel varié, alliant l’observation documentaire très précise et la fantaisie la plus débridée : ses compositions s’inspirent de la mythologie comme de la science-fiction.
De 1944 à 2004, son œuvre fait l'objet de nombreuses expositions, individuelles ou collectives.

### Prix et distinctions
- 1947 : prix Blumenthal
- 1948 : premier grand prix de Rome en gravure en taille-douce
- 1953 : peintre de la Marine
- 1979 : prix Jean Chièze en gravure sur bois[4]

## Dessins
Les dernières années avant de quitter l'Indochine, Jean Delpech fait une série de croquis sur le vif et de dessins, qui, sans être caractéristiques du style qu'il développera plus tard, montrent son don d'observation et son intérêt pour la vie quotidienne populaire (scènes de rues), le travail humain sur l'eau, aux champs, dans les échoppes, les navires en tous genres : on reconnaît là ses thèmes de prédilection. Ce sont de précieux documents sur cette époque, au graphisme sûr, précis et schématique, un témoignage plein de vie.
Les 62 dessins de la série Italie[réf. nécessaire] ont été réalisés pendant le séjour à Rome. De grandes compositions synthétiques contiennent une foule de détails notés ici et là puis rassemblés selon sa fantaisie ou ses intentions symboliques. La technique de ces dessins se rapproche du montage cinématographique ou du collage et montre son intérêt pour l'architecture comme pour les paysages, la vie quotidienne, la mode, la publicité. On y trouve à la fois son interprétation personnelle et un témoignage sur l’époque.
Une série sur la vie populaire (scènes de rue) des Années cinquante en France[réf. nécessaire] suit la série Italie.
Dans la veine documentaire, on compte plusieurs séries de dessins et de peintures de paysages, végétaux, insectes[réf. nécessaire], à la fois précis et stylisés : la nature semble être pour Jean Delpech un répertoire de formes surprenantes et infinies. Son interprétation très libre de la couleur fait basculer ses sujets dans une dimension féerique.

## Œuvre

### Œuvres dans les collections publiques
- Aux États-Unis
  - New York, Metropolitan Museum of Art (section gravure)
- En France
  - Paris :
    - Département des estampes et de la photographie de la Bibliothèque nationale de France
    - musée d'Art moderne de la ville de Paris
    - musée national de la Marine
    - musée de l'Armée
    - musée Carnavalet
    - musée de la Poste

  - Sceaux, musée de l'Île-de-France

### Illustration
- Poésies de Goethe, gravures sur bois, 1946
- Le Dragon blessé de Francis de Croisset, gravures sur bois, 1947
- Les Conquérants d'André Malraux, gravures sur bois, 1947[6].
- Macbeth de Shakespeare, exemplaire unique, 1947
- Cinq nouvelles de Prosper Mérimée, gravures sur bois, 1952[7]
- Couvertures d'ouvrages de science-fiction : Le Rayon fantastique, no 16-19, 1953
- Considérations sur la grandeur et la décadence des Romains de Montesquieu, lithographies, 1957
- Cent lettres de la vie quotidienne des Français de la Révolution à la Belle époque, illustrations, 1984
- Publicité graphique, affiches, cartes de vœux

### Timbres-poste
- Timbre pour le Gabon en 1968[3]
- Trois timbres pour Saint-Pierre-et-Miquelon en 1969[3]
- Onze timbres pour les Terres australes et antarctiques françaises de 1976 à 1980[3],[8]
- Dix timbres émis pour la France de 1980 à 1988[3],[9]
- Deux timbres pour l'émission Europa de 1981 pour la poste française d’Andorre[3]

### Médaille
- Médailles pour la Monnaie de Paris

### Céramique
- Plats pour Christofle

### Décoration

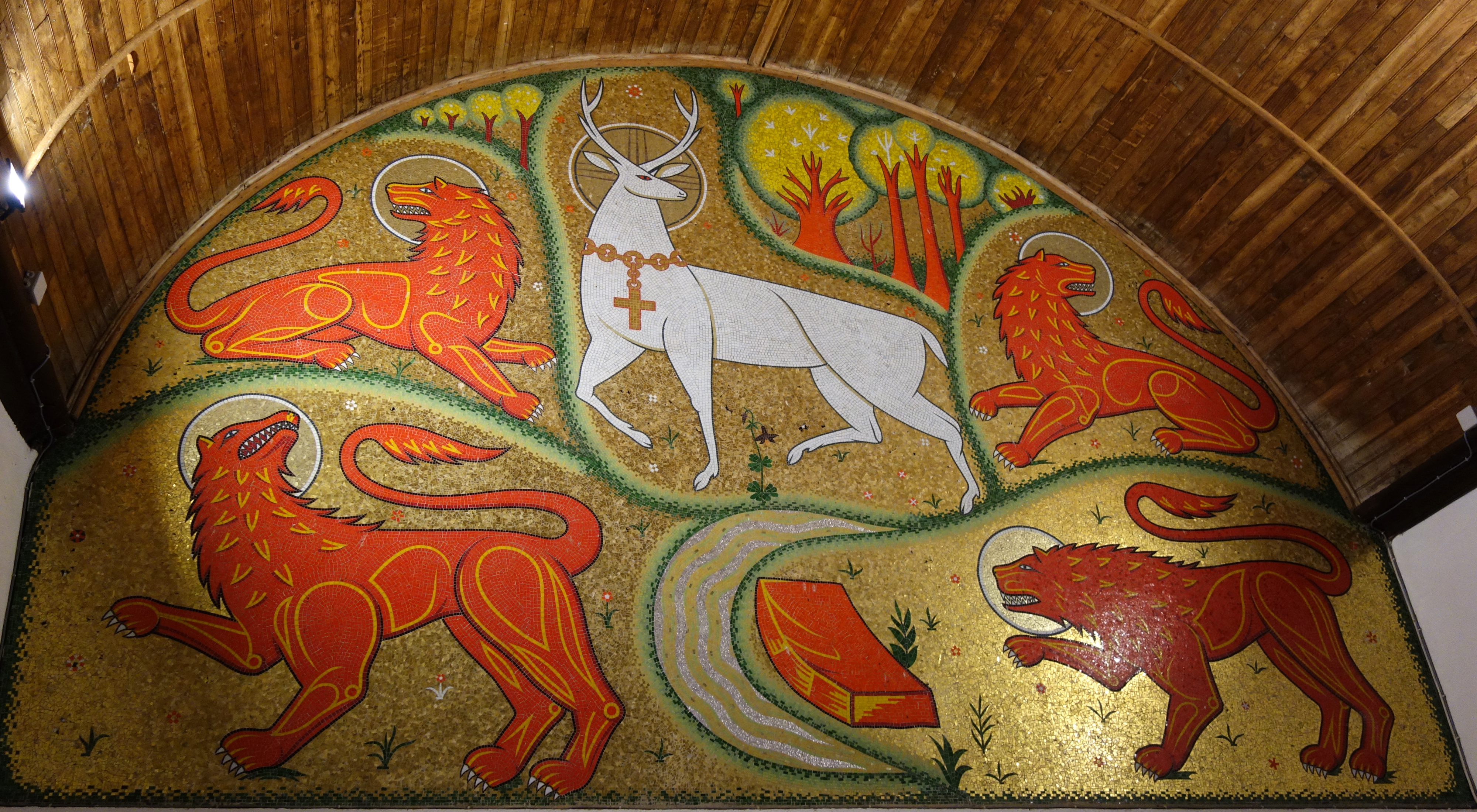
La mosaïque de l'Église Sainte Onenne de Tréhorenteuc

- Mosaïques, vitraux pour l'église de Tréhorenteuc et de Guégon (Morbihan)
- Décors muraux pour l'arsenal de Cherbourg et l'escorteur Jean-de-Vienne
- Décors et costumes pour le théâtre pour la compagnie Charles Dullin : Le Roi Lear

## Expositions
- 1944 : La libération de Paris vue par Jean Delpech, galerie Christofle, Paris.
- 1952 : Les envois de Rome exécutés à la villa Médicis, École des beaux-arts de Paris.
- 1964 : gravures et peintures, galerie Alençon, Paris.
- 1965 : peintures, gravures, galerie Arkades, Caen.
- 1967 : château de Saint-Ouen.
- 1973 : musée du Bastion Saint André, Antibes.
- 1979 : œuvres primées du prix Jean Chièze, la Monnaie de Paris.
- 1979 : La Musique, musée postal, Paris.
- 1981 : 27e Salon de la Marine, musée national de la Marine, Paris.
- 1982 : L'Atlantide. Peintures de Jean Delpech et photographies du CNEXO, musée national de la Marine, Paris.
- 1982 : Les sous-marins de la France libre, Club nautique de Saint-Gildas.
- 1983 : 35e Salon de peinture, section artistique de la Société archéologique de Sens, invité d'honneur.
- 1983 : L'Atlantide, Maison de la culture de Brest.
- 1988 : Hommage à Albert Decaris, galerie Breheret, Paris.
- 1988 : 7e Salon de peinture, Auxerre, Maison Soufflot, invité d'honneur.
- 1988 : L'Atlantide, bibliothèque municipale de Sens.
- 1989 : Salon de la marine, musée national de la Marine, Paris.
- 1991 : École Polytechnique, Palaiseau.
- 2000 : 
  - Pointe et burin, galerie Colette Dubois, Paris.
  - galerie de Seine Paris.
  - galerie Christiane Vincent.
- 2004 : 
  - Rétrospective : exposition au musée de Sens (ancien Palais des archevêques) et à la bibliothèque municipale de Sens, du 11 avril au 20 juin 2004.
- 2010 : Exposition et conférence "Jean Delpech, du Tonkin à Saint-Ouen".
- Salon d'automne, Salon des artistes français, Salon de la Marine à Paris et expositions en province.
- Expositions internationales (Paris, 1937 ; Bruxelles, 1960).
- Palais de Chaillot.
- Musée national de la Marine.
- Musée des Invalides.
- 2023 :L’œuvre de guerre de Jean Delpech (1916-1988), 16 septembre 2023 / 7 janvier 2024, musée de l'Armée